# Liparetrus sericeipennis
Liparetrus sericeipennis är en skalbaggsart som beskrevs av Macleay 1886. Liparetrus sericeipennis ingår i släktet Liparetrus och familjen Melolonthidae. Inga underarter finns listade i Catalogue of Life.